# 1969-es magyar vívóbajnokság
Az 1969-es magyar vívóbajnokság a hatvannegyedik magyar bajnokság volt. A férfi tőrbajnokságot június 22-én rendezték meg, a párbajtőrbajnokságot június 26-án, a kardbajnokságot június 27-én, a női tőrbajnokságot pedig június 23-án, mindet Budapesten, a Játékcsarnokban.

## Eredmények
| Versenyszám          | Arany                               | Arany | Ezüst                            | Ezüst | Bronz                           | Bronz |
| -------------------- | ----------------------------------- | ----- | -------------------------------- | ----- | ------------------------------- | ----- |
| Férfi tőrvívás       | Kamuti László BVSC                  |       | dr. Kamuti Jenő BVSC             |       | Szabó Sándor Újpesti Dózsa      |       |
| Férfi párbajtőrvívás | Erdős Sándor BVSC                   |       | Kulcsár Győző OSC                |       | Nemere Zoltán OSC               |       |
| Férfi kardvívás      | Pézsa Tibor Bp. Honvéd              |       | dr. Kalmár János Bp. Honvéd      |       | Hammang Ferenc Vasas SC         |       |
| Női tőrvívás         | Újlakiné Rejtő Ildikó Újpesti Dózsa |       | Járminé Gulácsy Mária Bp. Honvéd |       | Mendelényiné Ágoston Judit BVSC |       |